# 氧療
氧療（oxygen therapy）是氧气疗法的简称，以供應额外氧氣作為醫學治療的方式，可以治療缺氧、一氧化碳中毒、丛集性头痛，也可以在全身麻醉時維持病患體內的氧氣（因全身麻醉時無法自主呼吸）。氧療也會用於治一些長期氧氣不足的患者，例如患有肺炎，慢性阻塞性肺病或是囊腫性纖維化的患者。可以透過幾種方式供應氧氣，包括鼻氧管、氧氣面罩、气管插管，或在高壓氧治療艙內。
高濃度的氧氣可能造成氧氣中毒，例如肺損傷或在體質易感的人身上導致呼吸衰竭。也可能使鼻子乾燥並在吸菸的人身上增加起火的危險性。建議的目標氧氣飽和度視治療的狀況而定。大多數情況下，建議的目標氧氣濃度為94-98%。但對有高碳酸血症風險的人，88-92%的氧氣濃度更好。而對那些一氧化碳中毒或心搏停止的人而言，氧氣飽和度應盡可能地高。空氣一般來說約有21%的體積是氧氣。人類的代謝需要氧氣才能正確地進行。
約在 1917 年，氧氣用於醫療用途已普及；世界衛生組織基本藥物清單將氧氣列入基本醫療系統所需的重要藥物。在巴西，一個月份的家居氧氣價格約在 150 美元之譜，而在美國則約為 400 美元。家居氧氣的供應方式如非氧氣罐，就是氧氣濃縮機。提供氧氣在已開發國家的醫院中是最為普遍的治療方式。

## 延伸阅读
- Kallstrom, TJ. . Respir Care. June 2002, 47 (6): 717–20  [2019-05-20]. PMID 12078655. （原始内容存档于2019-03-08）.
- Cahill Lambert AE. . The Medical Journal of Australia. November 2005, 183 (9): 472–73  [2019-05-20]. PMID 16274348. （原始内容存档于2012-02-18）.